# Huklîvîi, Voloveț
Huklîvîi (în ucraineană Гукливий) este o comună în raionul Voloveț, regiunea Transcarpatia, Ucraina, formată numai din satul de reședință.

## Demografie
Componența lingvistică a comunei Huklîvîi
     Ucraineană (99,62%)
     Alte limbi (0,38%)
Conform recensământului din 2001, majoritatea populației comunei Huklîvîi era vorbitoare de ucraineană (99,62%), existând în minoritate și vorbitori de alte limbi.